# Imperator Furiosa
Imperator Furiosa es un personaje ficticio introducido en Mad Max: Fury Road (2015), cuarta entrega de la franquicia Mad Max, creada por George Miller.Interpretada por Charlize Theron, Furiosa es una guerrera feroz y estratega en un mundo postapocalíptico devastado, conocida por su brazo mecánico y su liderazgo como una de las lugartenientes de Immortan Joe en La Ciudadela. En Fury Road, traiciona a Joe para liberar a sus cinco esposas esclavizadas, emprendiendo una huida desesperada hacia el "Paraje Verde", su tierra natal, en un camión de guerra. Su alianza con Max Rockatansky (Tom Hardy), basada en respeto mutuo, la convierte en una figura clave de la trama, mientras su determinación y vulnerabilidad la establecen como un ícono feminista del cine moderno. La actuación de Theron fue ampliamente aclamada, y Furiosa se ha consolidado como uno de los personajes más destacados de la saga, redefiniendo los roles de acción tradicionales.
El trasfondo de Furiosa se expande en otras obras de la franquicia. En el cómic precuela de Mad Max: Fury Road, publicado por Vertigo en 2015, se revela que fue secuestrada de niña por las fuerzas de Immortan Joe y criada en La Ciudadela, donde ascendió al rango de Imperator tras años de lucha y sacrificio, incluyendo la pérdida de su brazo. Además, el personaje protagoniza Furiosa: A Mad Max Saga (2024), una precuela, donde una joven Furiosa, interpretada por Anya Taylor-Joy, narra su origen: desde su infancia en el Paraje Verde hasta su enfrentamiento con el señor de la guerra Dementus (Chris Hemsworth) y su camino hacia La Ciudadela. Esta película profundiza en su transformación en la líder rebelde de Fury Road, consolidando su legado como una figura central en el universo de Mad Max.

## Biografía

### Mad Max: Fury Road
Furiosa nació en el "Paraje Verde", uno de los pocos lugares en el páramo posapocalíptico de la franquicia Mad Max donde todavía crecen plantas. Fue criada por los Vuvalini de Muchas Madres, una civilización sobreviviente exclusivamente femenina. Cuando era niña fue secuestrada junto con su madre, quien murió en cautiverio. Separada de su clan, finalmente se encontró empleada por Immortan Joe, un brutal señor de la guerra que gobierna "La Ciudadela", uno de los últimos asentamientos humanos importantes. Furiosa crece hasta convertirse en una conductora y soldado. Ayuda a Joe a transportar valiosos bienes comerciales a través del páramo, que está plagado de bandidos y ladrones. En el camino, gana el título de "Imperator".
Al comienzo de la película Fury Road, Joe envía a Furiosa en un viaje de suministros, transportando agua, leche materna y productos agrícolas desde la Ciudadela para intercambiarlos por gasolina y municiones producidas por los aliados militares de Joe. Para acelerar el proceso, le otorga a Furiosa el mando de un pequeño equipo de War Boys (el ejército privado de Joe) y le confía el "War Rig", un camión con remolque fuertemente armado y blindado.
Después de abandonar La Ciudadela, Furiosa cambia abruptamente de rumbo y se sale de la carretera principal en busca de la Paraje Verde, precipitando una batalla en la que muestra sus habilidades tácticas y de combate. Ella defiende con éxito el Rig de los bandidos y luego de un grupo de War Boys enviados para detenerla. Se encuentra con Max Rockatansky en el desierto y los dos terminan trabajando juntos, aprovechando sus respectivas experiencias de supervivencia en ambientes hostiles para superar el desafío de luchar contra las fuerzas de Joe.
Finalmente, Furiosa llega a su lugar de nacimiento, donde conoce a los Vuvalini restantes y es recibida como uno de los suyos. Se entera de que en los veintitantos años transcurridos desde que fue secuestrada, Paraje Verde se ha convertido en un pantano venenoso. Los Vuvalini deciden cruzar las salinas para encontrar un nuevo hogar, y Furiosa inicialmente opta por unirse a ellos. Sin embargo, Max la convence a ella y a los Vuvalini de regresar a la Ciudadela, la única fuente confirmada de agua dulce en el páramo. Max razona que debido a que Joe ha comprometido la mayor parte de su ejército (y los ejércitos de sus aliados) para perseguir a Furiosa en el desierto, la Ciudadela debe estar indefensa; como tal, si Furiosa puede superar el ejército de Joe, podrá conquistar la Ciudadela. Aprovechando esta oportunidad, Furiosa retoma el mando del War Rig y lidera al heterogéneo grupo de rebeldes de regreso a la Ciudadela, en el proceso entablando una batalla con varios grupos de vehículos conducidos por los War Boys. Al final, Furiosa puede abordar el vehículo de Joe y matar al dictador. Al regresar a la Ciudadela en el vehículo de Joe, muestra el cadáver de Joe a la multitud, ganándose la admiración de la multitud. Se la vio por última vez ascendiendo a la Ciudadela junto al acantilado en un ascensor utilizado para mover vehículos hacia arriba y hacia abajo de la fortaleza.

### Furiosa: A Mad Max Saga
En la película Furiosa: de la saga Mad Max (2024) se narra la historia de la joven Furiosa, desde que es arrebatada del "Paraje Verde" de las Muchas Madres y cae en manos de una gran Horda de Motociclistas liderada por el Señor de la Guerra Warlord Dementus hasta que llega a las manos de Immortan Joe en La Ciudadela. Durante el transcurso de la película, los dos tiranos Dementus e Immortan, luchan por el dominio de Wasteland, y  Furiosa debe sobrevivir mientras reúne los medios para encontrar el camino a casa.

## Equipo

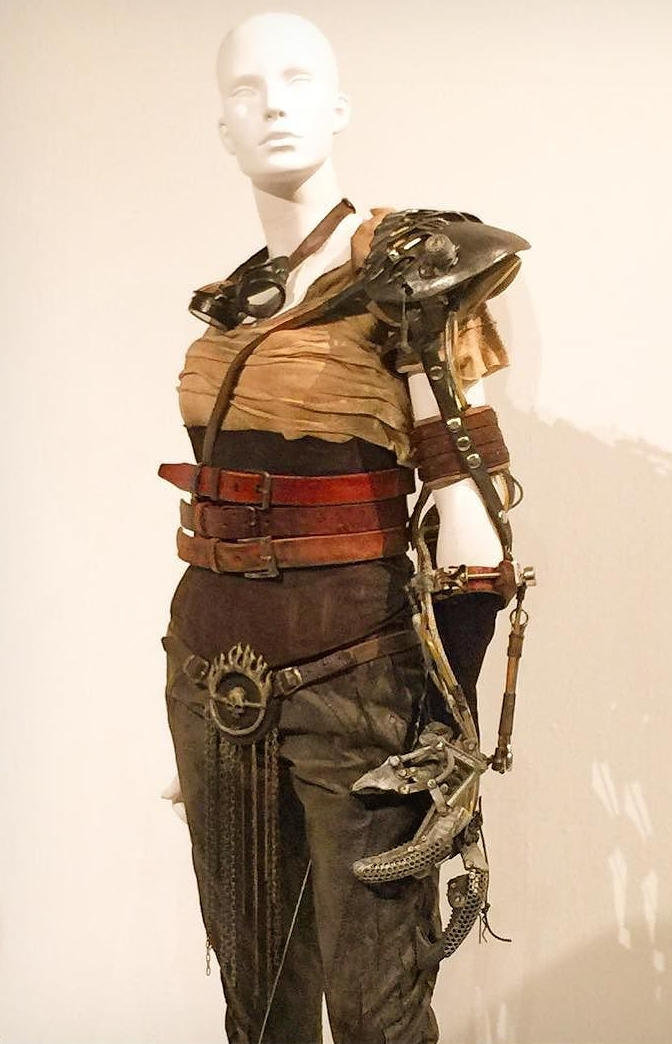
El atuendo de Furiosa.

Furiosa tiene un brazo izquierdo mecánico.  Ella conduce el War Rig, un camión con remolque rápido y poderoso que ella, Max y las Cinco Esposas usan en su intento de escapar de Immortan Joe y encontrar Paraje Verde. También está armada con una pistola y un rifle SKS.  Guarda muchas armas adicionales, incluido un cuchillo secreto y una pistola, en el War Rig.

## Personalidad
Furiosa es una líder moral y de voluntad fuerte. Ella toma la iniciativa de salvar a las Cinco Esposas de Immortan Joe sin tener en cuenta su propio bienestar y sin ningún deseo de recompensa, salvo la redención personal por fechorías fuera de la pantalla. Su objetivo es llevar a las Esposas al Lugar Verde, pero queda devastada al saber que ahora es un pantano inhabitable.
Su relación con Max la inspira a regresar a la Ciudadela y hacerse cargo de ella después de matar a Immortan Joe, brindando a las Cinco Esposas y a todos los ciudadanos un refugio seguro. En una entrevista, Charlize Theron reveló que originalmente se suponía que Furiosa sería otra de las esposas de Immortan Joe, pero era infértil: "[George Miller y yo] hablamos sobre la historia de fondo, sobre cómo terminó sin brazo y que fue descartada. No podía reproducirse, y eso era para lo único que servía. La robaron de este lugar, de este lugar verde al que está tratando de regresar. Pero, para empezar, estaba como incrustada en [la Ciudadela], y Cuando no pudo cumplir con eso, fue descartada y no murió. Y en cambio... se escondió con esos cachorros de guerra en el mundo de la mecánica, y casi olvidaron que era una mujer porque crecí como ellos." 
Brent Walter Cline sostiene que un aspecto de la personalidad o caracterización de Furiosa que se pasa por alto pero que es tan importante como su feminismo es su discapacidad: "Que Furiosa sea quien mate a Immortan Joe es apropiado, dado el deseo de Miller de una 'película de acción feminista'. ' Sin embargo, también es apropiado teniendo en cuenta lo que la película nos dice sobre la discapacidad. La forma misma de la muerte de Immortan Joe es reveladora: Furiosa engancha su brazo metálico a su máscara respiratoria y luego se deshace voluntariamente de su prótesis, arrancando no sólo el cuerpo de Immortan Joe. máscara, pero también su rostro. Para él, estas cosas no se pueden separar. Furiosa revelará su discapacidad, pero Immortan Joe nunca podrá hacerlo, y su eliminación es el final tanto metafórico como literal de su reinado". 

## Recepción
El personaje de Furiosa recibió elogios de la crítica universal. Furiosa ha recibido elogios por ser una fuerte heroína de acción femenina y aportar temas feministas a la franquicia. AO Scott y Manohla Dargis de The New York Times dijeron que "Mad Max, que ha recaudado casi 150 millones de dólares a nivel nacional hasta ahora, y un éxtasis crítico casi unánime, pertenece menos a su héroe titular que a Imperator Furiosa, la férrea vengadora interpretada por Charlize Theron". Su misión es liberar a las 'esposas' esclavizadas del archivillano, y recibe ayuda crucial de una banda de matriarcas motociclistas de cabello gris. 
Richard Roeper escribió para The Chicago Sun Times que "Max a menudo toma el asiento del pasajero del Imperator Furiosa de Theron, este es un vehículo de acción con poderes femeninos".  Marc Savlov de The Austin Chronicle escribió que "Furiosa, que hace honor a su nombre, es el corazón y el alma  Fury Road – bueno, después de todos esos vehículos de la muerte trucados de pesadilla – y esta futura súper feminista/ El humanista capta todas las buenas líneas." 
Ty Burr del Boston Globe proclamó: "Aproximadamente media hora después de Mad Max: Fury Road, te darás cuenta con un sobresalto de que Max comparte deberes de héroe con una ardiente guerrera llamada Furiosa, interpretada con fuerza de tracción por Charlize Theron, y que Furiosa puede ser en realidad la figura central de esta película vertiginosa y llena de emociones: absolutamente capaz mientras añora "el lugar verde" del que fue secuestrada cuando era niña, equipada con un brazo mecánico en forma de araña que es uno de los muchos guiños de Miller a ese clásico. En la película distópica 'Metrópolis', Furiosa es el alma y la columna vertebral de la película". 
Peter Travers de Rolling Stone dijo: "Hardy y Theron forman un equipo dinamita, pero este es el espectáculo de Theron. Ella es un nocaut en una actuación sensacional que combina valor y gravedad y se convierte en el corazón y el alma magullados de la película".  Lawrence Toppman de The Charlotte Observer estuvo de acuerdo y dijo que "Theron se destaca" en su papel. 
Claudia Puig de USA Today declaró que Theron como Furiosa era "la mejor heroína de acción femenina desde Sigourney Weaver en Alien ", y añadió que la actriz "es fascinante como la inteligente y decidida Furiosa de cabeza rapada. Ella presta el papel una mezcla fascinante de dureza, ternura y seriedad a medida que conocemos su trágica historia en el último tercio de la película". 